# 越境捜査
『越境捜査』（えっきょうそうさ）は、笹本稜平による日本の警察小説のシリーズ。双葉社より2007年8月から刊行開始され、2021年11月に笹本が急逝したことで、2022年4月に刊行された『流転 越境捜査』が最終作となった。シリーズ全9作。
テレビ朝日系とテレビ東京系でテレビドラマ化されている。

## 書誌情報
1. 越境捜査
  - 初出：『小説推理』2006年2月号 - 2007年3月号連載
  - 単行本：双葉社、2007年8月、ISBN 978-4-575-23588-3
  - 新書判：フタバノベルス、2009年12月、ISBN 978-4-575-00778-7
  - 文庫本【上・下】：双葉文庫、2010年11月、ISBN 978-4-575-51391-2（上巻）、ISBN 978-4-575-51392-9（下巻）
  - 文庫本【新装版】：双葉文庫、2020年3月、ISBN 978-4-575-52337-9
2. 挑発 越境捜査2
  - 初出：『小説推理』2008年8月号 - 2009年9月号連載
  - 単行本：双葉社、2010年2月、ISBN 978-4-575-23687-3
  - 文庫本（『挑発 越境捜査』に改題）：双葉文庫、2013年4月、ISBN 978-4-575-51572-5
3. 破断 越境捜査3
  - 初出：『小説推理』2010年3月号 - 2011年4月号連載
  - 単行本：双葉社、2011年10月、ISBN 978-4-575-23740-5
  - 文庫本（『破断 越境捜査』に改題）：双葉文庫、2013年4月、ISBN 978-4-575-51727-9
4. 逆流 越境捜査
  - 初出：『小説推理』2012年7月号 - 2013年7月号連載
  - 単行本：双葉社、2014年3月、ISBN 978-4-575-23852-5
  - 文庫本：双葉文庫、2017年7月、ISBN 978-4-575-52016-3
5. 偽装 越境捜査
  - 初出：『小説推理』2013年11月号 - 2014年11月号連載
  - 単行本：双葉社、2015年4月、ISBN 978-4-575-23897-6
  - 文庫本：双葉文庫、2018年11月、ISBN 978-4-575-52161-0
6. 孤軍 越境捜査
  - 初出：『小説推理』2016年1月号 - 2017年2月号連載
  - 単行本：双葉社、2017年9月、ISBN 978-4-575-24056-6
  - 文庫本：双葉文庫、2020年12月、ISBN 978-4-575-52425-3
7. 転生 越境捜査
  - 初出：『小説推理』2017年12月号 - 2018年12月号連載
  - 単行本：双葉社、2019年4月、ISBN 978-4-575-24164-8
  - 文庫本：双葉文庫、2022年2月、ISBN 978-4-575-52539-7
8. 相剋 越境捜査
  - 初出：『小説推理』2019年7月号 - 2020年7月号連載
  - 単行本：双葉社、2020年10月、ISBN 978-4-575-24336-9
  - 文庫本：双葉文庫、2023年1月、ISBN 978-4-575-52632-5
9. 流転 越境捜査
  - 初出：『小説推理』2020年11月号 - 2021年11月号連載
  - 単行本：双葉社、2022年4月、ISBN 978-4-575-24508-0
  - 文庫本：双葉文庫、2024年8月、ISBN 978-4-575-52773-5

## テレビドラマ

### テレビ朝日版
2008年9月11日にテレビ朝日系にて単発スペシャルの刑事ドラマとして放送された。
第2作の「挑発」は「土曜ワイド劇場」にて2010年5月22日に、第3作の「破断」はドラマスペシャルとして2011年12月22日にそれぞれ放送された。主演は柴田恭兵。

#### キャスト（テレビ朝日版）

##### 警視庁捜査一課捜査協力係
捜査一課の遊軍で人手が足りない捜査本部の応援や未解決事件の継続捜査を行う部署。
鷺沼友哉
演 - 柴田恭兵
階級は警部補。宮野とは14年前の警視庁と神奈川県警の合同捜査が初対面（第1作）。その後、警視庁と神奈川県警の垣根を越えてともに捜査をする。
井上拓海
演 - 照英（第1作）
2週間前に転属してきた刑事。パソコンを扱うのが得意。
粂今日子
演 - 伊藤裕子（第2作・第3作）
階級は巡査部長。新人。
三好章
演 - 平泉成
係長。鷺沼の上司。

##### 神奈川県警横浜警察署
宮野裕之
演 - 寺島進
刑事課の巡査長。悪徳刑事との噂の絶えない男。

##### その他
韮沢克文
演 - 夏八木勲（第1作・第2作〈回想〉）
神奈川県警監察官室長。階級は警視正。元警視庁刑事で鷺沼の上司だった。妻は他界しているが娘の千佳子がいる。第1作で車にひき逃げされ意識不明になるがラストで目を覚ます。
須崎和男
演 - 升毅（第2作・第3作）
警視庁組織犯罪対策二課国際捜査係。鷺沼の同期。

##### ゲスト（テレビ朝日版）
第1作「捜査エリアの盲点を突く警察幹部連続殺害計画!」（2008年）
- 韮沢千佳子（日央新聞 社会部記者・韮沢の娘） - 大塚寧々
- 中山順子（中山モーターリサイクル 社長・森脇の元婚約者） - 高橋ひとみ
- 片山宗一（警察庁長官官房首席監察官・警視監） - 田中実
- 田浦昇（神奈川県警 管理官・警務部長） - 鶴田忍
- 森脇康則（東京の専門商社常務・14年前死亡） - 安藤一夫
- 細野弘（神奈川県警監察官・警部補・韮沢の部下） - 村上連
- 吉田真人（神奈川県警監察官・警部補・韮沢の部下） - 太田浩介
- 神奈川県警 鑑識 - 小島康志
- 神奈川県警 本部長 - 加世幸市
- 特捜本部 - 天現寺竜、菊池隆志
- 中山モーターリサイクル 社員 - 中村純子
- 警視庁緑川署違法車両保管所 所員 - 浜近高徳
- 看護師 - 紫乃
- 警察官 - 新虎幸明、八巻博史
- その他 - 瀬木一将、岩田貴代志、豊田孝治、岩本悠介、蛭川信博、小林将史、佐々木世那

第2作「警視庁VS神奈川県警、エリアの死角に消えた連続殺人犯!」（2010年）
- 深見亜津子（飛田の秘書） - 高野志穂
- 飛田不二雄（コンピューターソフト会社「トビシス」会長） - 東根作寿英
- 鹿沼行夫（民政党 国会議員・7年前転落死） - 藤田宗久
- 田沢（神奈川県警捜査一課 警部補） - 上杉陽一
- 公安 - 瀬木一将、江戸松徹、岩本悠介
- コンビニ店長 - 山形透
- 通報で駆けつけた警察官 - 稲輪吉泰
- 越野（若者） - 津阪雄一
- 下村（神奈川県警 刑事） - 石川雄亮
- 刑事A - 村上裕樹
- 笹山壱太（メビウス警備保障 相談役） - 田山涼成
- その他 - 蛭川信博、片方隆介、堀康一、寒河井譲、佐藤崇

第3作「警視庁VS神奈川県警、暴走車を炎上させた空飛ぶ刑事!?」（2011年）
- 奥村佳子（レストラン「オーベルジュ ラ・ファミーユ」オーナーシェフ） - 野村真美（少女期：飯塚萌木）
- 湯浅美緒（湯浅の娘） - 小沢真珠
- 岩村隆弘（フリーライター・美緒の恋人・本名「生方秀人」） - 鈴木一真
- 湯浅慶三郎（東和ホールディングス 総務部長） - 佐戸井けん太
- 兵頭喜一郎（東和ホールディングス 専務） - 新井康弘
- 海野智子（東和ホールディングス 常務・先代の娘） - 冨樫真
- 吉田忠文（東和ホールディングス 社長秘書） - 坂田聡
- 川島昭雄（警視庁公安部） - 片岡弘鳳
- 佐橋浩太（神奈川県警公安一課） - 草薙仁
- 山辺秀一（東和ホールディングス 総務部社員・湯浅の部下） - 阪田マサノブ
- 五十嵐（レストラン「オーベルジュ ラ・ファミーユ」従業員） - 和季明日香
- 川原博文（堂馬建設 常務・20年前死亡） - 谷藤太
- 東和ホールディングス 受付 - 中村ちひろ
- 鑑識 - 北見誠
- 奥村（佳子の母） - 佐藤智美
- 中華料理店主 - 山梨ハナ
- 高村直隆（東和ホールディングス 社長・先代の弟・元警視庁捜査二課長） - 名高達男
- その他 - 瀬木一将、鋼鉄男、岩本悠介

#### スタッフ（テレビ朝日版）
- 脚本 - 櫻井武晴（第1作・第2作）、吉本昌弘（第3作）
- 音楽 - 吉川清之
- 監督 - 村川透
- 撮影 - 緒方博
- 技斗 - 高瀬将嗣
- 監督補 - 宮坂清彦
- 技術協力 - アップサイド、ブル
- 仕上協力 - 東映ラボ・テック、TOVIC
- 美術協力 - 高津装飾美術、東京衣裳、東京美工
- ロケ協力 - 横浜フィルムコミッション ほか
- プロデュース - 関拓也（テレビ朝日）、目黒正之（東映）
- 製作 - テレビ朝日、東映

#### 放送日程
| 話数 | 放送日         | サブタイトル                                        | 原作           | 脚本     | 監督   | 視聴率 |
| ---- | -------------- | --------------------------------------------------- | -------------- | -------- | ------ | ------ |
| 1    | 2008年09月11日 | 捜査エリアの盲点を突く警察幹部連続殺害計画!         | 越境捜査       | 櫻井武晴 | 村川透 | 14.6%  |
| 2    | 2010年05月22日 | 警視庁VS神奈川県警、エリアの死角に消えた連続殺人犯! | 挑発 越境捜査2 | 櫻井武晴 | 村川透 | 12.5%  |
| 3    | 2011年12月22日 | 警視庁VS神奈川県警、暴走車を炎上させた空飛ぶ刑事!?  | 破断 越境捜査3 | 吉本昌弘 | 村川透 | 11.0%  |

- 視聴率はビデオリサーチ調べ、関東地区・世帯

#### 遅れネット局
- BSS山陰放送（TBS系列） - 2009年1月2日金曜日9:30 - 11:25。

### テレビ東京版
2020年4月20日に、テレビ東京の「月曜プレミア8」で放送。主演は高橋克典。

#### キャスト（テレビ東京版）
- 鷺沼友哉（警視庁特別捜査一係・警部補） - 高橋克典
- 宮野裕之（神奈川県警山手北警察署・巡査部長） - 戸次重幸
- 伊藤順子（花屋） - 内山理名[16]
- 福富利晴（マルフクアミューズメント 代表） - 平山祐介[16]
- 井上玲美（警視庁特別捜査一係・巡査） - 結城モエ[16]
- 田浦昇（神奈川県警宮前東警察署 副署長） - 伊藤正之[16]
- 小笠原健三（神奈川県警 刑事） - 武田義晴
- 木村一平（神奈川県警 刑事） - 前田倫良
- 今野次郎（神奈川県警 刑事） - 黒岩司
- 山本清（福富の部下） - 木庭博光
- 森脇康則（投資コンサルタント・14年前死亡） - 寺井文孝[17]
- 内村睦夫（取り立て屋） - 鶴町憲
- 伊藤慎二（建築家・順子の夫） - 紺野ふくた
- 14年前の看護師 - 古田耕子
- 湯浅恭平（警察庁長官） - 坂口進也
- 三好哲治（警視庁特別捜査一係 係長） - 石丸謙二郎[16]
- 村田滋（町医者） - ベンガル[16]
- 中山功（カサマツガードシステム 経理部長・順子の父・23年前に贈収賄で逮捕され半年後獄死） - 三輪隆
- 中山（功の妻・順子の母・功が獄死した1年後死亡） - 常松恵子
- 取り立て屋 - 田中瑛祐[18]
- 小林智子（元高校教師） - 田岡美也子
- 杉浦和子（不動産屋社員） - 弘中麻紀[19]
- 松木喜一郎（警視庁警視総監） - 坂西良太
- 片山忠嗣（警視庁警備部警備企画課長） - 大西武志
- 細野尚久（警視庁警備部） - 大迫一平
- 韮沢千佳子（韮沢の妻） - あめくみちこ[16]
- 香川義博（参議院議員） - 中丸新将[16]
- 韮沢克文（神奈川県警警務部監察室長・警視正） - 永島敏行[17]

#### スタッフ（テレビ東京版）
- 原作 - 笹本稜平『越境捜査』（双葉文庫）
- 脚本 - 坂上かつえ
- 監督 - 児玉宜久
- 警察監修 - 石坂隆昌
- 医療監修 - 中澤暁雄
- ガンエフェクト - 芦野広忠
- 技術協力 - アップサイド
- 美術協力 - 京映アーツ
- プロデュース - 山鹿達也、元信克則、岡本慶幸
- 制作 - テレビ東京・BSテレ東・ユニオン映画